# Episodi di American Horror Story (seconda stagione)
La seconda stagione della serie televisiva American Horror Story, intitolata American Horror Story: Asylum e composta da 13 episodi, è stata trasmessa in prima visione negli Stati Uniti d'America sul canale via cavo FX dal 17 ottobre 2012 al 23 gennaio 2013.
In Italia, la stagione è andata in onda in prima visione sul canale satellitare Fox dal 6 febbraio al 1º maggio 2013. In chiaro viene trasmessa dal 16 febbraio 2014 su Deejay TV.
Gli attori che ritornano dalla stagione precedente sono: Zachary Quinto, Sarah Paulson, Evan Peters, Lily Rabe, Jessica Lange, Dylan McDermott, e Frances Conroy, mentre tra i nuovi volti troviamo Joseph Fiennes, Lizzie Brocheré e James Cromwell.

Logo della seconda stagione Asylum

| nº | Titolo originale           | Titolo italiano               | Prima TV USA     | Prima TV Italia  |
| -- | -------------------------- | ----------------------------- | ---------------- | ---------------- |
| 1  | Welcome to Briarcliff      | Benvenuti a Briarcliff        | 17 ottobre 2012  | 6 febbraio 2013  |
| 2  | Tricks and Treats          | L'esorcismo                   | 24 ottobre 2012  | 13 febbraio 2013 |
| 3  | Nor'easter                 | Notte di tempesta             | 31 ottobre 2012  | 20 febbraio 2013 |
| 4  | I Am Anne Frank (Part 1)   | Io sono Anna Frank (1ª parte) | 7 novembre 2012  | 27 febbraio 2013 |
| 5  | I Am Anne Frank (Part 2)   | Io sono Anna Frank (2ª parte) | 14 novembre 2012 | 6 marzo 2013     |
| 6  | The Origins of Monstrosity | Le origini del male           | 21 novembre 2012 | 13 marzo 2013    |
| 7  | Dark Cousin                | L'angelo oscuro               | 28 novembre 2012 | 20 marzo 2013    |
| 8  | Unholy Night               | Lo spirito del Natale         | 5 dicembre 2012  | 27 marzo 2013    |
| 9  | The Coat Hanger            | Il ritorno                    | 12 dicembre 2012 | 3 aprile 2013    |
| 10 | The Name Game              | Liberazione                   | 2 gennaio 2013   | 10 aprile 2013   |
| 11 | Spilt Milk                 | Latte versato                 | 9 gennaio 2013   | 17 aprile 2013   |
| 12 | Continuum                  | Spirale di orrore             | 16 gennaio 2013  | 24 aprile 2013   |
| 13 | Madness Ends               | La fine dei giochi            | 23 gennaio 2013  | 1º maggio 2013   |

## Benvenuti a Briarcliff
- Titolo originale: Welcome to Briarcliff
- Diretto da: Bradley Buecker
- Scritto da: Tim Minear

### Trama
2012: Due novelli sposi, Leo e Teresa, per la loro luna di miele sono alla ricerca dei luoghi più macabri d'America dove poter fare sesso, così finiscono al vecchio manicomio abbandonato di Briarcliff. Durante un gioco sessuale, presi dalla curiosità di andare a vedere cosa abbia provocato un rumore, raggiungono una porta con una fessura, all'interno della quale Leo inserisce il braccio per poter vedere tramite il cellulare cosa ci sia dietro ma qualcuno gli amputa l'arto.

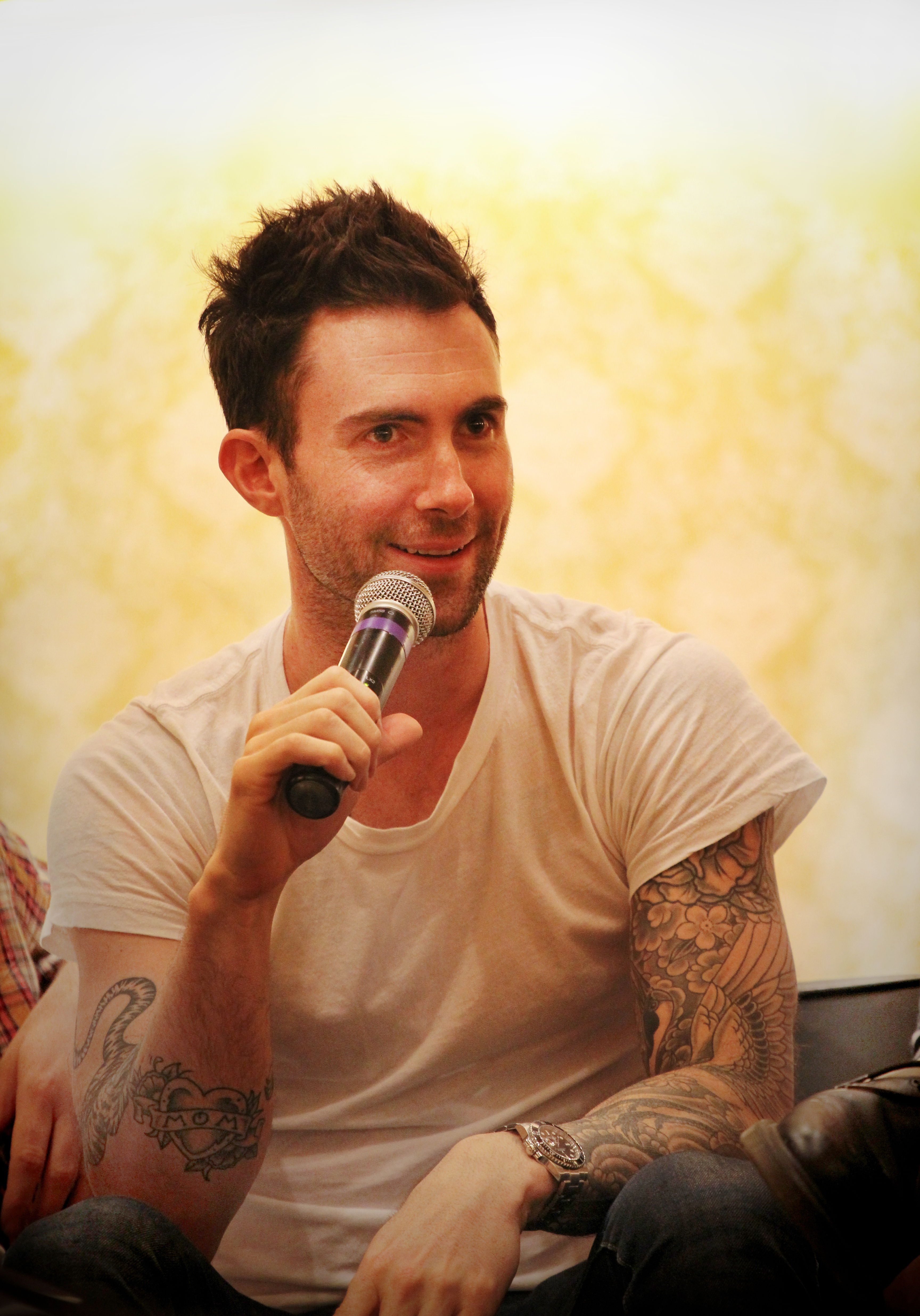
Adam Levine interpreta Leo

La storia ritorna poi al 1964 ai tempi in cui il manicomio era in piena attività. Viene inizialmente raccontata la storia di un giovane chiamato Kit Walker, che è sposato e convive segretamente con una donna di colore; il loro amore è però ostacolato dalla società razzista dell'epoca negli Stati Uniti.
Una sera accade un episodio inspiegabile per l'uomo: una luce accecante sorvola la casa emettendo suoni insopportabili e una volta terminati la donna scompare. Alla fine dell'episodio si viene a sapere che è stata poi ritrovata scuoiata e decapitata. Kit è accusato di omicidio e, per via della sua testimonianza su visioni aliene, rinchiuso nel manicomio di Briarcliff, diretto da suor Jude.
La giornalista Lana Winters, fingendosi interessata al panificio adiacente, si reca al manicomio per poter redigere un articolo sul celebre Bloody Face (per l'appunto Kit Walker). Purtroppo il suo secondo fine viene scoperto dalla direttrice suor Jude che la caccia via. La donna più tardi riesce però a rientrare nell'edificio attraverso una serie di passaggi segreti guidata da suor Mary Eunice, un'adepta di Jude. La giornalista durante la sua visita alle celle dove sono rinchiusi i pazienti psichiatrici si imbatte in quella che sembra essere la stessa porta in cui, a inizio episodi, si imbattono i due amanti; anche Lana apre la fessura per guardare cosa ci sia dietro quella porta ma qualcuno le afferra il capo strattonandola e facendola svenire. Al risveglio, Lana si ritrova legata al letto di una stanza del manicomio dove suor Jude le comunica che farà di tutto per curarla dalla sua omosessualità (la suora infatti scopre che Lana convive con Wendy, un'insegnante di scienze alle scuole elementari e la ricatta affinché acconsenta al ricovero di Lana in cambio del suo silenzio sulla loro relazione omosessuale).
All'interno di Briarcliff, il dottor Arden preleva dalla sua cella Kit e lo porta in una sala operatoria con l'intenzione di studiare il suo cervello. Durante l'ispezione di Kit il dottore nota un nodulo troppo duro per essere un tumore sul collo e dopo averlo inciso fuoriesce una sorta di chip informatico che assume le sembianze di un ragno e scappa via.
Durante l'episodio si vede inoltre Suor Mary Eunice che di nascosto da suor Jude e con la complicità del dottor Arden porta di notte della carne a delle creature che vivono nel bosco intorno al manicomio e il monsignor Timoty Howard, fondatore del manicomio, che esorta suor Jude a mettere da parte la propria diffidenza nei confronti del dottor Arden per concentrarsi sulla buona gestione della struttura in modo tale da diventare presto più famoso, ovvero cardinale prima e papa poi, sempre con la suora a fargli da braccio destro.
- Special guest star: Chloë Sevigny (Shelley).
- Guest star: Adam Levine (Leo Morrison), Jenna Dewan Tatum (Teresa Morrison), Clea DuVall (Wendy Peyser), Britne Oldford (Alma Walker), Mark Consuelos (Spivey), Joe Egender (Billy).
- Altri interpreti: Mark Engelhardt (Carl), Naomi Grossman (Pepper), Gloria Laino (La messicana), Casey Wyman (Daniel), Henry G. Sanders (Willie), Marc Aden Gray (Padre).
- Ascolti USA: telespettatori 3.850.000[3]

## L'esorcismo
- Titolo originale: Tricks and Treats
- Diretto da: Bradley Buecker
- Scritto da: James Wong

### Trama
2012: La novella sposa è inseguita da "Bloody Face" mentre suo marito giace a terra, dopo che il killer gli ha mozzato un braccio. Questa cerca di trascinarlo via ma non riuscendoci si nasconde e assiste mentre il killer finisce l'uomo.
1964: è il giorno prima di Halloween e nella casa della giornalista Lana Winters la sua ragazza è decisa a farla uscire dal manicomio di Briarcliff, dopo essere stata costretta da suor Jude a firmare una liberatoria con la quale Lana sarebbe stata internata nel manicomio, ma nella notte viene uccisa da "Bloody Face". Nel manicomio suor Jude e il dottor Arden sottopongono Lana all'elettroshock, per tenerla a bada e il dottor Oliver Thredson, psichiatra incaricato dalla Corte, stabilisce che Kit è affetto da infermità mentale acuta e che quindi non sarà condannato a morte ma rimarrà nel manicomio, ma lui è deciso a scappare. Shelley, in cerca di compagnia per soddisfare i suoi bisogni, si reca da Arden e cerca di convincerlo a stare con lei. La ragazza le racconta che aveva manifestato i primi sintomi di ninfomania già da piccola. Dopo aver sposato un uomo che la tradiva essa lo tradì a sua volta. L'uomo però, dopo averla scoperta, la mandò al Briarcliff, accusandola di infermità mentale. Il dottore, disgustato dalla ragazza, la caccia via in malo modo. Nel frattempo Lana cerca dei complici per evadere dal manicomio.  Arriva un nuovo paziente, un ragazzo di 17 anni, Jed Potter. Tutti pensano sia posseduto, tranne il dottor Thredson, fino a quando non assiste all'esorcismo. Prima di iniziare, il monsignore chiede a Suor Jude di uscire dalla stanza dicendo che non è un posto per donne. Durante l'esorcismo il prete viene scaraventato contro il muro dal ragazzo posseduto, così il rito viene fermato e suor Jude viene incaricata di sorvegliare Jed. Egli le ricorda di quando faceva la spogliarellista e di quando investì una bambina, ubriaca, e la lasciò a terra moribonda. Sentendo ciò, suor Jude aggredisce Jed, ma viene fermata dal monsignore e da coloro che stanno praticando l'esorcismo, i quali tentano di terminare il rito. Improvvisamente va via la luce e tutte le porte del manicomio si aprono e Lana e Grace cercano di scappare. Kit le vede e cerca di unirsi a loro ma la giornalista li fa fermare dalle guardie urlando, non essendo d'accordo con la fuga di quello che considera un omicida. Jed muore durante l'esorcismo e mentre torna la luce suor Mary sviene, lasciando intendere che sia stata posseduta. Intanto il dottor Arden è a casa sua con una prostituta, che fa vestire da suora, ma che scopre delle foto di donne legate, imbavagliate e fatte a pezzi e scappa. La puntata termina con Kit che viene punito con 40 sferzate da suor Jude per aver tentato di fuggire.
- Special guest star: Chloë Sevigny (Shelley).
- Guest star: Adam Levine (Leo Morrison), Jenna Dewan Tatum (Teresa Morrison), Clea DuVall (Wendy Peyser), Fredric Lehne (Frank McCann), Andrew Rothenberg (Mr. Potter), Robin Weigert (Cynthia Potter), Devon Graye (Jed Potter), John Aylward (Padre Malachi), Jennifer Holloway (Barb), Vanessa Mizzone (Lois), Jenny Wade (Prostituta).
- Altri interpreti: Naomi Grossman (Pepper), Casey Wyman (Daniel), Gloria Laino (La messicana), Chelsey Valentine (Missy Stone), Henry Watkins (Walter), Jake Ryan Scott (Dr. Kildare), Stanley Jack Miller (Lurch), Kaya Stark (L'il Abner), Jake Olson (Soldato).
- Ascolti USA: telespettatori 3.061.000 - share 1,7%[4]

## Notte di tempesta
- Titolo originale: Nor'easter
- Diretto da: Michael Uppendahl
- Scritto da: Jennifer Salt

### Trama
2012: Teresa e Leo catturano e accoltellano Bloody Face. Cercano di scappare ma un altro Bloody Face compare alla fine del corridoio. Increduli, si girano per tornare indietro ma compare un terzo Bloody Face che gli spara. I due Bloody Face si tolgono la maschera e, rivelatisi 2 ragazzi imitatori in cerca di emozioni forti, discutono di ciò che è appena successo. Improvvisamente un altro Bloody Face compare, si avvicina a loro e li uccide.
1964: suor Mary Eunice porta a suor Jude la posta e un giornale, datato 28 giugno 1949, con la foto della bambina “scomparsa” che suor Jude ha investito con l'auto anni prima. Suor Mary Eunice più tardi annuncia agli ospiti che sarà proiettato il film Il segno della croce per calmarli durante la tempesta che sta per arrivare. Una paziente messicana, che nota che suor Mary è posseduta, dice al diavolo di stare lontana da lei.
Il dottor Arden estrae dal collo di Kit un chip e ha paura che la Stasi, il KGB o addirittura gli ebrei americani abbiano mandato lì Kit per spiarlo. Dunque apre di nuovo il collo di Kit per cercare altri eventuali prove.

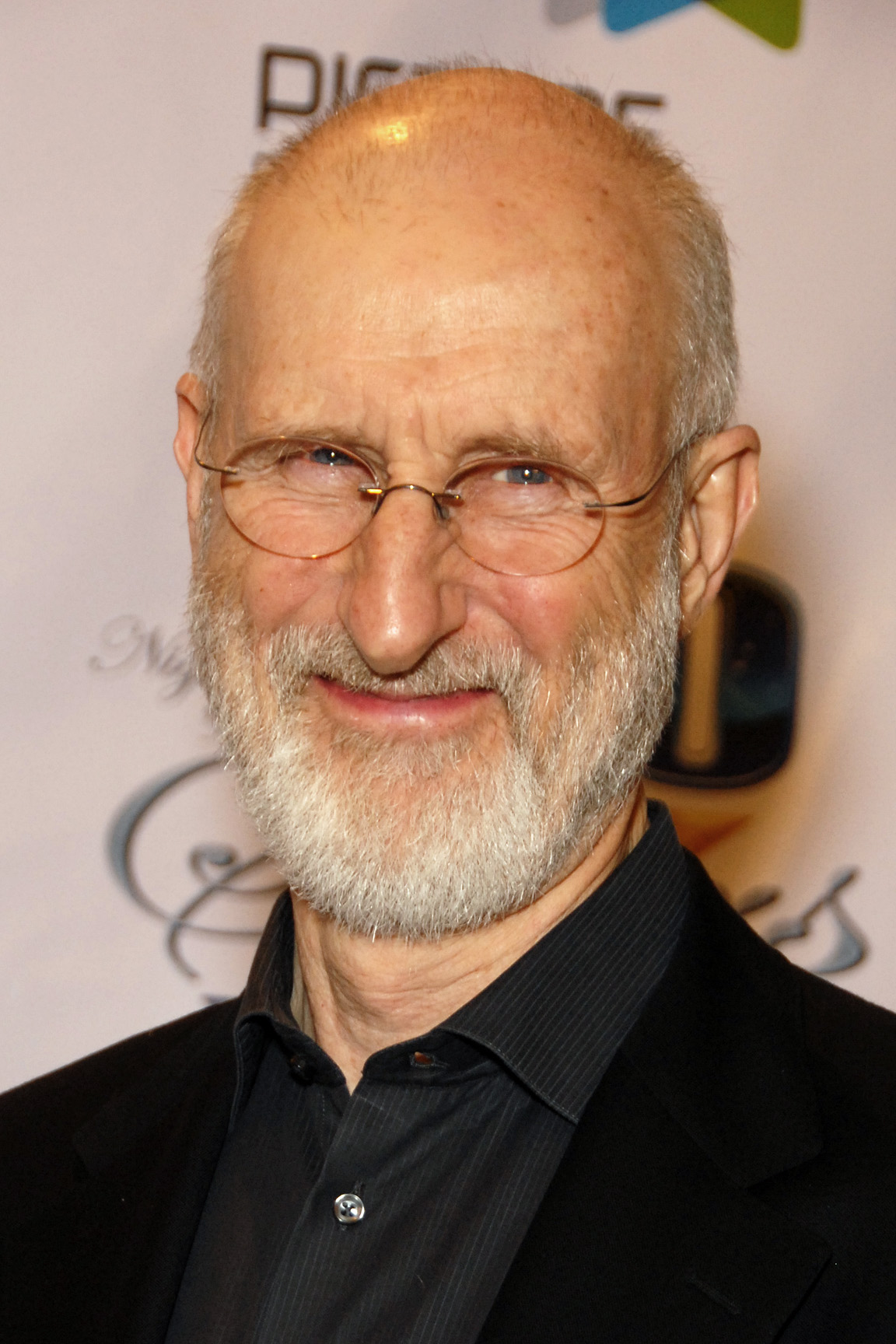
James Cromwell interpreta Dr Arthur Arden

Suor Mary crede che qualcuno abbia bevuto il vino della comunione e lo dice a suor Jude. Quest'ultima nota che suor Mary ha messo un rossetto: la suora le dice che è stato il dottor Arden a darglielo dicendo che è il colore preferito di suor Jude (alludendo al colore della sua biancheria intima). Così Jude ha un flashback di quando, nel 1949, ha investito la bambina. Suor Mary va dal dottor Arden e cerca di sedurlo ma lui la respinge e, scioccato dall'inaspettato gesto della ragazza che un tempo reputava pura ed innocente, le dà un ceffone e la caccia via furente. Suor Mary entra nella stanza della paziente messicana e inizia a pregare con lei, ma poi la accoltella con un paio di forbici e porta i resti del corpo nel bosco.
Il dottor Thredson viene avvicinato da Lana che vuole mandare un messaggio a Wendy e lo psichiatra accetta. Shelley chiede a Grace di permetterle di scappare con lei e Kit.
Suor Jude accusa Arden di aver corrotto suor Mary. Dunque torna nel suo ufficio dove riceve una telefonata da parte di una bambina che le dice che lei l'ha abbandonata. Suor Jude beve l'intera bottiglia di vino per la comunione e, ormai ubriaca, introduce la proiezione del film lasciandosi scappare qualche particolare dell'investimento della bambina.
Thredson racconta a Lana della sua visita alla casa di Wendy, che ha trovato vuota e che crede che Wendy sia stata uccisa a causa di alcune similitudini con gli altri casi di Bloody Face. A questo punto sia Lana che il dottor Thredson iniziano a dubitare che Kit sia Bloody Face.
Durante la proiezione Shelley, Lana, Grace e Kit cercano di scappare. Arden utilizza il rossetto per sfregiare una statua della Madonna, che poi butta a terra, frantumandola in mille pezzi.
Mentre Shelley distrae un inserviente con le sue abilità, Grace, Kit e Lana riescono ad uscire dal manicomio tramite il tunnel sotterraneo che Lana aveva utilizzato per infiltrarsi a Briarcliff prima di diventare una paziente. Shelley riesce a mettere K.O. l'inserviente Carl. Si appresta a raggiungere gli altri quando si imbatte nel dottor Arden che la costringe a seguirlo nel suo ufficio. Qui Arden tenta di violentarla e, non riuscendoci, viene deriso dalla paziente per la sua mancata erezione, gesto che scatena la sua ira fino a colpirla con violenza utilizzando un oggetto che giaceva sulla sua scrivania. Shelley giace a terra priva di sensi.
Nella sala comune Pepper si allontana per fare pipì, mentre nel corridoio arrivano gli alieni, che attaccano Jude. Thredson nota le sedie vuote e dice alla guardia di avvisare suor Jude. Cosa sia successo a Pepper rimane ignoto.
Fuori, i tre fuggitivi si imbattono nei resti della paziente messicana e in alcune strane creature che vivono nel bosco, e decidono così di rientrare nel manicomio.
Suor Mary avvisa suor Jude della sparizione di alcuni pazienti e quest'ultima, ubriaca, ferma il film e dice a tutti di tornare nelle loro stanze, credendo che i pazienti scappati siano Shelley (che si trova con Arden), la messicana (ormai morta e in pasto alle "creature") e la testa a punta (soprannome dato a Pepper da Jude). Lana, Grace e Kit sono seduti ai loro posti, bagnati e sporchi di fango, ma nonostante ciò passano inosservati.
Nel suo laboratorio, dopo il tentativo fallito di stupro nei confronti di Shelley, Arden informa la ninfomane che sarà accusata del tentativo di fuga. Lei promette di non dire niente se lui la lascerà andare. Ma lui le assicura che lei non potrà andarsene; infatti scosta il lenzuolo rivelando che le gambe di Shelley sono state amputate sotto il ginocchio.
- Special guest star: Chloë Sevigny (Shelley).
- Guest star: Adam Levine (Leo Morrison), Jenna Dewan Tatum (Teresa Morrison), Mark Consuelos (Spivey), Fredric Lehne (Frank McCann).
- Altri interpreti: Mark Engelhardt (Carl), Naomi Grossman (Pepper), Gloria Laino (La messicana), Parker Croft (Devon), Blake Sheldon (Cooper).
- Non accreditati (filmati di repertorio): Chelsey Valentine (Missy Stone).
- Ascolti USA: telespettatori 2.469.000 - share 1,5%[5]

## Io sono Anna Frank (1ª parte)
- Titolo originale: I Am Anne Frank (Part 1)
- Diretto da: Michael Uppendahl
- Scritto da: Jessica Sharzer

### Trama
Una donna viene portata a Briarcliff per un ricovero coatto dopo una rissa. Dichiara di essere Anna Frank, che si presume sia morta di tifo all'età di 16 anni nel campo di concentramento di Bergen-Belsen.

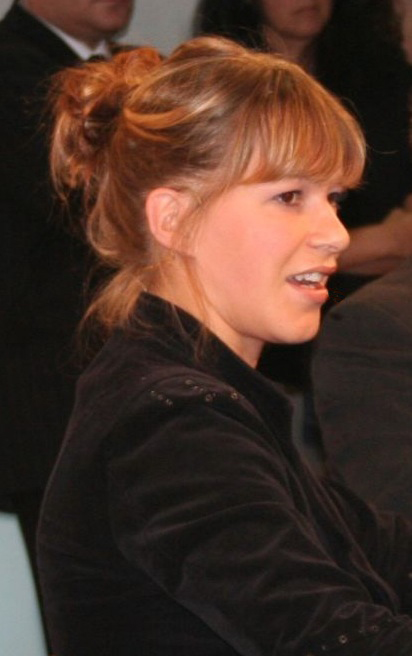
Franka Potente interpreta Anna Frank

Il giorno seguente la presunta Anna Frank nota il dottor Arden che le ricorda il dottor Hans Grüper, un medico nazista che eseguiva esperimenti sulle donne nei campi di concentramento. Lo aggredisce, viene sedata e quindi mandata a colloquio da suor Jude; Anna racconta alla suora le sue vicende nel campo di concentramento, le mostra il marchio col numero di riconoscimento e descrive minuziosamente l'attività del dottor Grüper.
Grace intanto racconta a Kit la sua storia: la sorellastra l'ha incastrata per l'omicidio di suo padre e della sua matrigna, nonostante sia stato il suo fidanzato a commettere gli omicidi. I due finiscono per avere un rapporto sessuale ma vengono scoperti dalla guardia Frank e condannati, da suor Jude, alla sterilizzazione. Prima di uscire dall'ufficio di suor Jude, Suor Mary mostra a Kit i documenti del caso di Grace, facendogli notare che non è la ragazza innocente che dice di essere.
Kit incontra il dottor Thredson per una seduta: lo psichiatra gli mostra le foto di molte vittime, raccontandogli cosa è successo ad ognuna, compresa Alma, sua moglie. Il medico crede che Kit non potesse nascondere la sua relazione con una donna di colore e che esso abbia perciò scuoiato tutte le sue vittime, Alma compresa, così che tutte sarebbero state uguali, senza differenze di colore della pelle. Ciò confonde Kit e lo spinge a chiedersi quale sia la verità - se sia stato rapito dagli alieni o se sia un serial killer. Decide quindi di cercare il perdono con l'aiuto di suor Jude; al rientro in cella, chiede a Grace di confessare la verità e lei ammette di aver ucciso il padre poiché questo abusava di lei.
Al manicomio giungono due detective della polizia per indagare sul dottor Arden, accusato da una prostituta di averla maltrattata e di altre oscenità. All'interrogatorio è presente anche suor Jude, che ascolta i detective parlare di "cimeli nazisti" ritrovati nella casa del dottore, avvalorando quindi il racconto della presunta Anna Frank. Il dottor Arden smentisce tutto ed esce infuriato, mentre i detective confessano a suor Jude i loro dubbi circa le abilità chirurgiche di Kit, il Bloody Face, nello scuoiare le sue vittime.
Intanto Thredson consiglia a Lana una terapia dell’avversione, in questo modo una volta che sarà giudicata guarita potrà lasciare il manicomio. Lei però crede che non esista una cura per la sua “malattia”, ovvero l'omosessualità. Dopo un po' di riluttanza, Lana si lascia convincere: Thredson le mostra delle diapositive di donne nude e contemporaneamente le induce il vomito tramite l'utilizzo di apposite sostanze, per favorire la sua repulsione. Dopo fa entrare un paziente e invita Lana a toccarsi e a toccare le parti intime dell'uomo. Lei però non riesce a completare la terapia. Thredson promette a Lana che la aiuterà ad uscire dal manicomio entro la fine della settimana.
Suor Jude confessa al monsignor Howard le sue preoccupazioni circa il passato del dottor Arden, ma questi la accusa di non essere più lucida sia perché si è recentemente ubriacata sia perché crede alle parole di una malata, cioè Anna Frank, e difende l'operato del dottor Arden. Una volta che suor Jude esce dalla stanza, il monsignore telefona al dottore esortandolo a fare attenzione e a "ripulire casa".
Anna Frank viene quindi condotta dal dottor Arden in una sala anatomica e aggredita. Ma mentre Arden si gira per chiudere la porta, Anna estrae una pistola (sottratta ai detective mentre lasciavano il manicomio) e gli spara ad una gamba. Sente poi un rumore provenire da una stanza accanto, e dopo aver preso le chiavi dal dottore la apre e trova Shelley, sfigurata e mutilata, che la implora di ucciderla.
- Special guest star: Chloë Sevigny (Shelley).
- Guest star: Britne Oldford (Alma Walker), Joe Egender (Billy), Fredric Lehne (Frank McCann), Franka Potente (Anna Frank), Barbara Tarbuck (madre superiora Claudia), Matthew John Armstrong (Detective Byers), Joel McKinnon Miller (Detective Connors).
- Altri interpreti: Casey Wyman (Daniel), John Lee Ames (Rudy), Bella Dayne (Patsy), Kelly Schumann (Azaela), James J. Collins (Mr. Bertrand), John Cromwell (Arden da giovane), Kathrine Herzer (Anna da bambina).
- Ascolti USA: telespettatori 2.648.000 - share 1,5%[6]

## Io sono Anna Frank (2ª parte)
- Titolo originale: I Am Anne Frank (Part 2)
- Diretto da: Alfonso Gomez-Rejon
- Scritto da: Brad Falchuk

### Trama
Suor Jude chiede a Sam Goodman di investigare sulla vera identità del dottor Arden. Sam cita l'Operazione Paperclip in cui ad alcuni scienziati nazisti furono date false identità dall'OSS per permettere loro di lavorare liberamente negli Stati Uniti dopo la Seconda guerra mondiale.
Jim Brown arriva al manicomio dichiarando che la donna che dice di essere Anna Frank, in realtà, è sua moglie Charlotte: la donna è infatti ossessionata dalla storia di Anna Frank e dalla Shoah. Il marito la porta con sé a casa, ma più tardi la riporta al manicomio poiché ha tentato di uccidere il loro figlio. Il dottor Arden propone quindi di praticarle una lobotomia.
Il dottor Thredson chiede a Kit di registrare una sua confessione dei tre omicidi di cui è accusato; dichiara che questo ha una valenza terapeutica, lo aiuterà a capire cosa è successo e gli permetterà di evitare la pena di morte.
Arden rimprovera suor Jude d'aver dimesso una paziente che gli ha sparato anziché punirla e minaccia la suora di riferire il tutto al monsignore, che quindi provvederà a rimuoverla dall'incarico di direttrice. Poi Arden scopre che suor Mary ha fatto sparire il corpo sfigurato di Shelley mentre lui era in ospedale per farsi curare la ferita alla gamba; pensa che l'abbia portata nel bosco con le altre creature, ma in realtà viene ritrovata presso una scuola dove spaventa una maestra e una classe di alunni durante la ricreazione.
Thredson pianifica la fuga di Lana dal manicomio; questa va a buon fine e arrivati a casa di Thredson, Lana inizia a sentirsi a disagio quando nota un paralume fatto con pelle umana e una ciotola fatta con mezzo cranio. Con la scusa di andare in bagno, esplora la casa e trova una stanza piena di strani attrezzi. Thredson la scopre e la fa cadere in una botola. Quando si risveglia, si ritrova incatenata al pavimento e vede il corpo morto e congelato di Wendy. Thredson in seguito indossa la maschera fatta con pelle umana e chiede a Lana di baciare Wendy, dicendole di non aver paura dato che non può mordere, in quanto le ha rimosso i denti e li ha messi sulla sua maschera.
Al manicomio intanto a Grace viene praticata la sterilizzazione e Kit viene arrestato dalla polizia sulla base della sua confessione - il dottor Thredson gli aveva mentito. Mentre viene arrestato, Grace gli dice di aver visto Alma e che è viva; prima di essere sterilizzata infatti, Grace viene rapita dagli alieni e  vede Alma che la invita a "non combattere perché sarà ancora peggio".
A causa sia della vicenda di Charlotte che della fuga di Lana, suor Jude accetta il suo destino e lascia volontariamente il manicomio e la vita da suora per indossare tacchi e rossetto; al bancone di un bar, mentre fuma, viene avvicinata da un uomo. Si sveglia poi in un letto con lui, si riveste e se ne va.
A casa Charlotte sembra tornata una moglie e madre normale. Ha rimosso la maggior parte del materiale sul dottore nazista, tranne una foto che lo ritrae in compagnia di Adolf Hitler.
- Special guest star: Chloë Sevigny (Shelley).
- Guest star: Britne Oldford (Alma Walker), Fredric Lehne (Frank McCann), Franka Potente (Charlotte Brown\Anna Frank), David Chisum (Jim Brown), Matthew John Armstrong (Detective Byers), Joel McKinnon Miller (Detective Connors), Mark Margolis (Sam Goodman).
- Altri interpreti: Valorie Hubbard (Mrs. Hindsman), Abby Donnelly (Peggy Cartwright), Ted Mattison (Uomo).
- Non accreditati: Clea DuVall (Wendy Peyser).
- Ascolti USA: telespettatori 2.779.000 - share 1,6%[7]

## Le origini del male
- Titolo originale: The Origins of Monstrosity
- Diretto da: David Semel
- Scritto da: Ryan Murphy

### Trama
Nel 1962 Monsignor Howard incontra il dottor Arden quando il manicomio era un ospedale per curare pazienti affetti da tubercolosi. Arden gli racconta che sta lavorando su un nuovo farmaco ma ha bisogno di cavie per i suoi esperimenti e quindi il monsignore gli concede di proseguire i suoi studi all'interno della struttura.
Nel 1964 una madre lascia la figlia Jenny al manicomio, perché crede che abbia ucciso un'amica e accusato un fantomatico “uomo con la barba e una giacca marrone”. Suor Jude ha sempre desiderato un reparto per bambini, ma non essendoci suggerisce alla madre di pregare per sua figlia. A suor Mary Eunice viene affidato il compito di controllare la bambina e le racconta di essere il diavolo. Le dice inoltre che deve imparare a difendersi: più tardi la bambina uccide l'intera famiglia e, quando la polizia le chiede chi li ha uccisi, lei racconta ancora la stessa storia dell'uomo con la barba e la giacca marrone.
Lana si sveglia felicemente in un letto, accanto ad una foto di Wendy. Finché non vede il dottor Thredson che cucina la colazione. Lui le racconta di essere orfano e di non aver mai ricevuto affetto dalla madre. Inoltre le racconta di quando era uno studente di medicina e della prima volta che ha scuoiato un cadavere che gli ricordava sua madre, sottolineando l'importanza del contatto fisico pelle contro pelle. Ma, schifato dall'odore di formaldeide, inizia a fare tale pratica solo su vittime vive. Kit, dalla prigione, chiama Thredson per raccontargli che Grace ha visto Alma e lo definisce bugiardo quando scopre il suo imbroglio. Thredson torna da Lana e scopre che questa ha cercato di scappare, tagliando la catena a cui è legata. Indossa la maschera e si prepara a punirla. Ma Lana, sfruttando il trauma psicologico del dottore, finge di essere sua madre.
Monsignor Howard viene chiamato in ospedale per dare l'estrema unzione ad un paziente sfigurato, con sintomi di tubercolosi. Quando entra nella stanza riconosce Shelley e la soffoca con il rosario per nascondere ogni maltrattamento avvenuto nel manicomio. Dunque va da Arden a chiedere cosa stia combinando ed il medico gli mostra un nuovo soggetto, Spivey, che era stato colto in flagrante a spiare suor Mary mentre faceva il bagno e gli confida che i suoi studi serviranno per salvare le persone dalla prossima guerra nucleare. Vista l'intenzione del direttore di raccontare comunque l'accaduto alle autorità, il medico minaccia di rivelare cose oscure sul manicomio e gli intima di cacciare suor Jude; Il monsignor Howard, terrorizzato da quello che potrebbe venire alla luce, acconsente alla richiesta.
Sam Goodman chiama suor Jude e le comunica che ha scoperto che Arden era in realtà Hans Grüper. Ma ha bisogno di un'impronta digitale dell'uomo per confermare. La suora si lamenta con Monsignor Howard del comportamento di Arden, ma il prelato le comunica che è stata trasferita a Pittsburgh, in un centro di recupero per ragazze sbandate. Suor Jude allora chiede a suor Mary di portarle una bottiglia di cognac e due bicchieri puliti. La suora beve con Arden un'ultima volta per far sì che l'uomo lasci un'impronta sul bicchiere.
Nel frattempo, suor Mary, risponde al telefono di suor Jude fingendosi lei con Sam Goodman. Scoperte le intenzioni di suor Jude, suor Mary Eunice si reca nella camera del motel in cui l'uomo alloggiava; poco dopo, suor Jude va da Goodman e lo trova in fin di vita, in un lago di sangue, con una ferita nel collo. Con un ultimo sforzo riesce a dire a suor Jude che è stata una sua consorella a ferirlo. Suor Mary mostra ad Arden le prove che dimostrano che lui è in realtà Grüper, aggiungendo che ha nascosto altre prove da usare nel caso in cui il dottore decidesse di fare il doppio gioco con lei.
Nel 2012 la polizia, avvisata con una telefonata anonima, arriva a Briarcliff e trova tre corpi mascherati che pendono dal soffitto. Trovano poi il corpo di Leo e un braccio che tiene un cellulare che squilla. L'agente risponde e un individuo confessa di aver ucciso "solo gli impostori". Un altro agente scopre dalla sorella di Leo che questi era in luna di miele, al che il detective si interroga su dove si trovi la moglie. Altrove, Bloody Face si prepara a scuoiare Teresa, legata ad un tavolo.
- Special guest star: Chloë Sevigny (Shelley).
- Guest star: Jenna Dewan Tatum (Teresa Morrison), Mark Consuelos (Spivey), Mark Margolis (Sam Goodman), Amy Farrington (Mrs. Reynolds), Nikki Hahn (Jenny Reynolds), Bob Bancroft (Harry Kirkland), David Gianopoulos (Detective John Greyson), Eugene Byrd (Partner di Greyson), Kasey Mahaffy (Padre James), Kirk Bovill (Phil).
- Altri interpreti: Tara Holt (Laura), Betty Murphy (Sally), Parker York Smith (Giles).
- Non accreditati: Dylan McDermott (Johnny Morgan), Adam Levine (Leo Morrison).
- Ascolti USA: telespettatori 1.893.000 - share 0.9%[8]

## L'angelo oscuro
- Titolo originale: Dark Cousin
- Diretto da: Michael Rymer
- Scritto da: Tim Minear

### Trama
Mentre è moribonda a causa dell'operazione di isterectomia che ha subito, Grace riceve la visita di un angelo vestito di nero che sta per darle il “bacio della morte”, prima che venga resuscitata da una delle suore. Suor Mary Eunice dice al dottor Arden che la sterilizzazione di Grace l'ha quasi uccisa, ma lui nega di averla mai praticata. La sua rabbia spinge suor Mary a rivolgere tutta la sua potenza contro il medico.

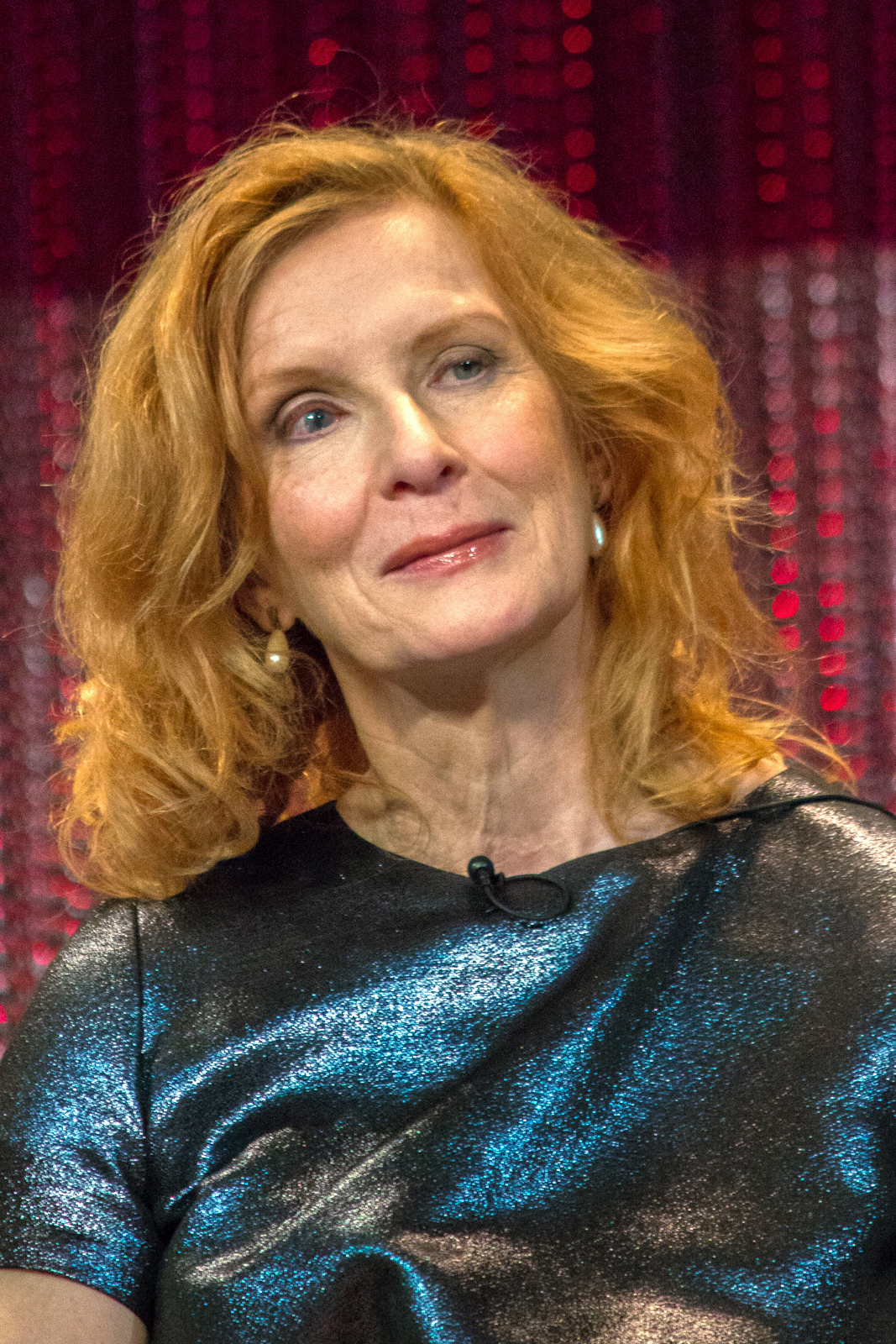
Frances Conroy interpreta Shachath

Più tardi, Miles, un paziente, cerca di suicidarsi, tagliandosi i polsi. Mentre lo staff cerca di fermare il dissanguamento, suor Mary nota che ha scritto sul muro un nome in aramaico antico. Dunque chiede al paziente se lui l'ha invocata, ma l'uomo non si ricorda; viene portato in isolamento e qui appare l'angelo nero e lui chiede aiuto per liberarlo, e inizia a strapparsi i punti di sutura, causando un massiccio dissanguamento e la conseguente morte. L'angelo avverte la presenza di qualcuno che la sta osservando e rivela il suo vero nome, “Shachath”, e vede suor Mary. L'angelo capisce che la suora è posseduta da "colui che è come lei, ma è caduto". La vera personalità di suor Mary, in lacrime, implora il demone di lasciarla, ma il demone stesso riacquista il controllo e dice all'angelo che non lascerà mai il corpo di suor Mary.
Kit incontra il suo avvocato d'ufficio che gli dice dei nastri registrati con la sua confessione. Kit insiste dicendo che Grace ha visto Alma che è ancora viva e vuole salvarla, ma l'avvocato dice che anche se le persone crederanno a Grace, lei non potrà vivere abbastanza per testimoniare, a causa delle ferite. Kit attacca l'avvocato e riesce a fuggire per raggiungere Briarcliff e cercare Grace.
Thredson stupra Lana che inizia così a vedere Shachath, l'angelo nero, ma lei si rifiuta di morire. Thredson torna e chiede a Lana se vuole morire strangolata o con la gola tagliata. Mentre lui prepara un sedativo, lei lo attacca e lo tramortisce. Poi fugge. Per strada ferma un'auto, guidata da un uomo che inizia a rivelare un comportamento misogino perché la moglie lo ha tradito dopo 10 anni. L'uomo non vuole portare Lana dalla polizia e inizia a guidare spericolatamente, estraendo una pistola. Lana vede ancora l'angelo nero seduto dietro e l'uomo si spara in bocca causando un incidente.
Lana si risveglia a Briarcliff, dove è stata trasportata dopo l'incidente. Dice a suor Mary che Kit è innocente perché Bloody Face è in realtà Thredson. La suora, che sa già come stanno le cose, le dice che le crede e che a Briarcliff sarà al sicuro. Mentre se ne va dice alla guardia Frank che Lana è solo confusa a causa dell'incidente.
Nella stanza di motel di Sam Goodman, suor Jude mentre chiama la polizia vede dei ritagli di giornale che concernono l'incidente nel quale aveva investito una ragazzina con un vestito blu, e la scritta "murderer" (assassina) sul televisore. Suor Jude riflette sul giorno dell'incidente: era stata licenziata dalla band in cui cantava dopo aver saltato uno show, la sera in cui, ubriaca, si era messa al volante e aveva investito la ragazzina. Si era poi risvegliata più tardi in macchina davanti a un convento: interpretò quindi l'accaduto come "la chiamata del Signore" e ciò la spinse a farsi suora. Si riprende dai suoi ricordi sentendo il telefono squillare: suor Mary le rivela che Goodman stava indagando sull'incidente della ragazzina ed esclama che lei "sa tutto"; a questo punto suor Jude capisce che suor Mary è stata posseduta dal demonio durante l'esorcismo.
Suor Jude trascorre la sera nel ristorante del motel dove vede l'angelo nero seduta ad aspettarla. Suor Jude sa chi è Shachath, ma le chiede perché è apparsa solo ora e non tutte le volte che ha tentato il suicidio. L'angelo le dice che le altre volte lei aveva ancora delle speranze e dei propositi, ma ora vuole aiutarla a trovare la pace. Suor Jude dice che deve fare ancora un'ultima cosa. Quindi fa visita ai genitori di Missy, la bambina che ha ucciso. Quando sta per dire loro la verità, Missy, ormai adulta e madre di un bambino, entra in casa, rivelando che è sopravvissuta all'incidente. Suor Jude è sconvolta e i genitori della ragazza le dicono che non hanno mai scoperto il responsabile, ma ora si sono messi il cuore in pace.
Nel frattempo, Kit entra a Briarcliff attraverso il tunnel segreto, ignaro della creatura che lo sta seguendo. Trova Grace e iniziano a scappare insieme, ma una suora li vede e la creatura attacca la religiosa. Poi attacca Kit che però riesce ad ucciderla. Frank entra nella cucina e punta la pistola contro Kit. Grace salta per proteggere Kit e viene colpita dal proiettile. Shachath appare e chiede a Grace se è pronta per morire. Lei le risponde di sì e l'angelo la bacia. Mentre sta morendo, Grace dice “sono libera”.
- Guest star: Fredric Lehne (Frank McCann), Mark Margolis (Sam Goodman), Frances Conroy (Shachath), Sean Patrick Thomas (Terry), Tongayi Chirisa (Miles), Debra Christofferson (Mrs. Stone), Lily Knight (Suor Felicity), Jennifer Holland (Infermiera Blackwell), Erin Allin O'Reilly (Infermiera Fuller), William Mapother (Autista), Don Stark (Detective).
- Altri interpreti: Bryan Rasmussen (Hank Stone), Kristin Slaysman (Missy Stone), Karen Constantine (Nun), Danielle Kennedy (Tudy).
- Ascolti USA: telespettatori 2.273.000 - share 1,3%[9]

## Lo spirito del Natale
- Titolo originale: Unholy Night
- Diretto da: Michael Lehmann
- Scritto da: James Wong

### Trama
Nel 1962 un bambino racconta a un Babbo Natale per strada che vuole un cappello. Mentre il Babbo Natale se ne sta per andare, un uomo si avvicina e gli dice di non deludere il bambino; poi gli spara. L'uomo, con indosso l'abito da Babbo Natale sporco di sangue, uccide i genitori di Susie Lancaster quando loro lo accusano di aver perso lo spirito del Natale.
Nel 1963 l'assassino è noto come Leigh Emerson ed è diventato un paziente di Briarcliff. Suor Jude lo tiene incatenato, persino per scattare una foto con gli altri pazienti in occasione del Natale, perché crede sia molto pericoloso. L'uomo morde il naso e il labbro di un inserviente che stava distribuendo dei regali. Quindi suor Jude lo confina in isolamento e lo bastona.

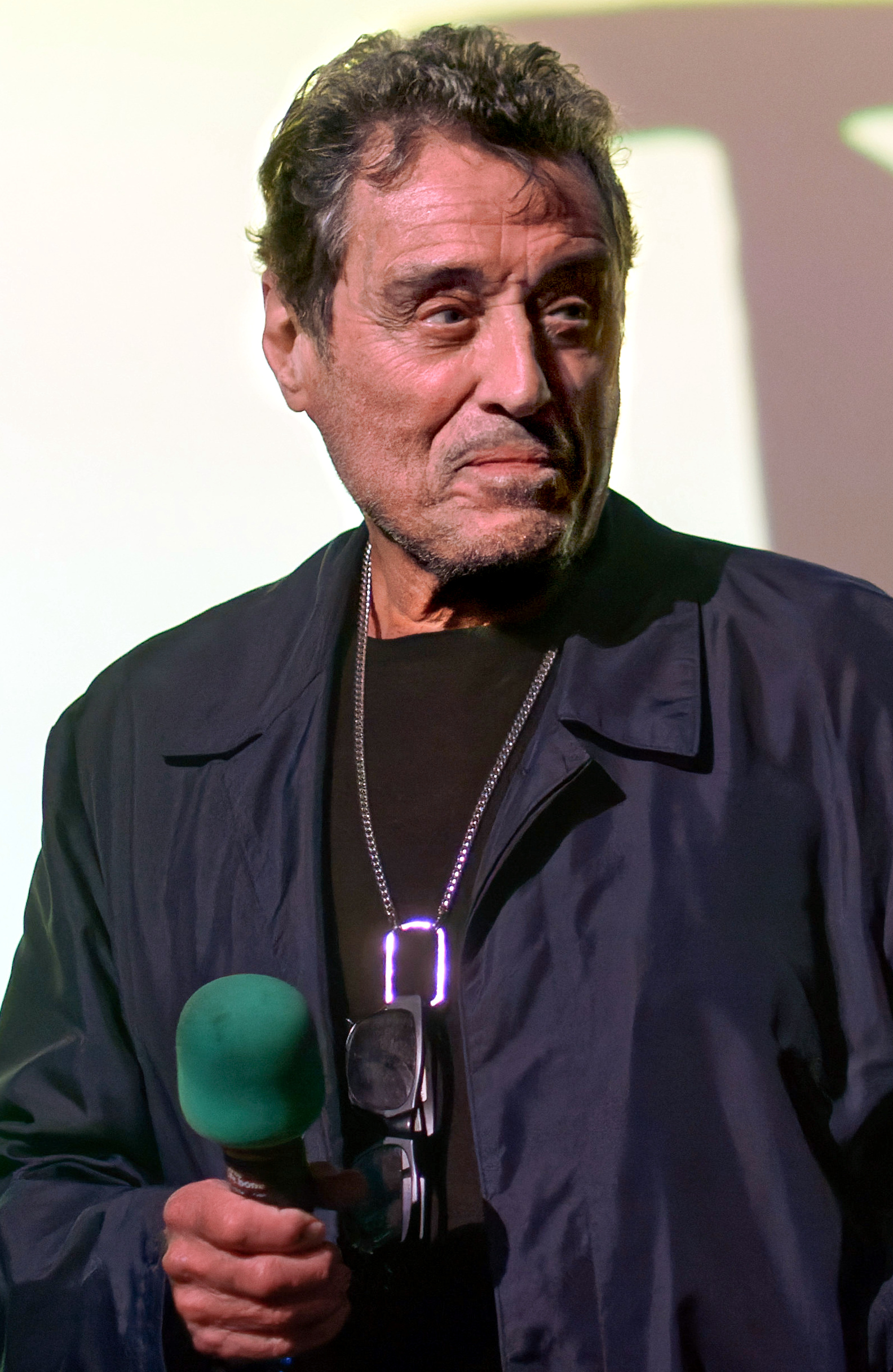
Ian McShane interpreta Leigh Emerson

Nel 1964 suor Mary Eunice cerca di essere festosa con i pazienti nel soggiorno, ma dice che suor Jude ha buttato tutti gli addobbi natalizi. Suor Mary dice ai pazienti di essere creativi mentre lei improvvisa e decora l'albero con i loro averi (dentiere e fiocchetti per i capelli). Nel laboratorio, Frank prega davanti al corpo di Grace e dice al dottor Arden che dovrebbero raccontare alla polizia ciò che è successo nella cucina. Arden gli chiede se vuole che sappiano che lui ha ucciso Grace e l'uomo risponde che non ha paura di raccontare tutta la verità.
Nell'ufficio, suor Jude minaccia suor Mary con un rasoio per spingere il diavolo a liberarla. Attraverso la telepatia fra Arden e suor Mary, riescono a liberare la suora dalla minaccia di suor Jude. Arden, inoltre, dice a suor Mary che Frank vuole raccontare tutto alla polizia. Suor Mary porta a Leigh un vestito da Babbo Natale per risvegliare in lui lo spirito maligno. Lei gli ricorda la sua folle storia che inizia proprio durante il Natale, quando ancora ragazzino viene arrestato per furto e in seguito stuprato in carcere da alcune guardie, le quali poco prima di aggredirlo canticchiavano canzoni natalizie. Lei gli dà la possibilità di essere la vittima o il carnefice.
Suor Jude parla alla Madre Superiora circa il fatto che il Natale si stia trasformando in una festa consumistica e che il diavolo non voglia lasciare suor Mary. Il loro incontro viene interrotto quando scopre che il dottor Arden la vuole incontrare. Lui le confessa che aveva ragione su suor Mary e le chiede aiuto.
Arden porta a suor Mary un paio di orecchini e lei, nonostante la storia che c'è dietro a questi gioielli, è contenta. Arden le racconta che li ha rubati ad un'ebrea del campo di concentramento che aveva cercato di nasconderli ingerendoli e che morì conseguentemente ad un'emorragia interna. Il dottore spera che suor Mary sia schifata dalla storia, ma lei invece apprezza il regalo.
Lana è preoccupata dal fatto che suor Mary non abbia fatto nulla contro il dottor Thredson, ma scopre che Kit è tornato al manicomio. È stato drogato e sogna Alma incinta che si trasforma in una Grace incinta. Lana lo sveglia mentre si sta scusando con Alma per averla uccisa. Lana gli spiega che Thredson è il serial killer e che vuole provare la sua innocenza.
Monsignor Howard elogia suor Mary per aver concesso a Leigh una chance per redimersi, liberandolo e permettendogli di vestirsi da Babbo Natale. Poi Leigh colpisce Frank e cerca di ucciderlo ma gli inservienti lo fermano e portano in isolamento su suggerimento di Mary. Arden dice a suor Mary che c'è un problema nel suo ufficio da risolvere.
Lana trova un telefono, ma viene interrotta dalla presenza di Thredson prima che possa comporre il numero. Le dice che ha distrutto tutte le prove e che le permetterà di raccontare tutto alla polizia, sicuro che nessuno crederà a una pazza. Kit irrompe nella stanza e colpisce Thredson con un estintore. Lo rinchiudono in uno sgabuzzino.
Frank riporta Leigh nella cella in isolamento, ma suor Mary lo sgozza con il rasoio. La suora finge di preoccuparsi del morente Frank, mentre Leigh se la ride. In ufficio, suor Jude prega. La porta si apre e Leigh entra. Suor Mary chiude a chiave la porta dall'esterno e Arden le promette fedeltà.
Arden sta portando il corpo di Grace fuori in modo che le sue creature possano cibarsi. Lungo la via, però, viene stordito da una luce fortissima e da un suono assordante. Appena riprende i sensi, si accorge che il carrello è vuoto: il corpo di Grace è sparito. In ufficio, Leigh ricorda a suor Jude come l'ha trattato male e la picchia con il frustino. Mentre lui vuole violentarla, lei lo colpisce con un tagliacarte.
- Special guest star: Ian McShane (Leigh Emerson).
- Guest star: Britne Oldford (Alma Walker), Fredric Lehne (Frank McCann), Barbara Tarbuck (madre superiora Claudia), Jennifer Holland (Infermiera Blackwell), Chris McGarry (Mr. Lancaster), Lara Harris (Rhonda Lancaster), Tehya Scarth (Susie Lancaster).
- Altri interpreti: Al Pugliese (Babbo Natale), Jen Drohan (Madre), Cole Sand (Figlio).
- Ascolti USA: telespettatori 2.360.000 - share 1,4%[10]

## Il ritorno
- Titolo originale: The Coat Hanger
- Diretto da: Jeremy Podeswa
- Scritto da: Jennifer Salt

### Trama
Lana incontra suor Mary Eunice, che sembra sapere che lei è incinta. Lana cerca di negare che il dottor Thredson l'ha stuprata e suor Mary le mostra un documento che dimostra che è incinta. Lana e Kit discutono su cosa devono fare di Thredson: lei lo vuole uccidere, ma Kit lo vuole vivo perché è la prova che lui è innocente. Decidono di parlargli: Lana gli dice che è incinta e lo fa confessare. Lui dice di aver ucciso tre donne e nel frattempo Kit, nascosto, registra la confessione. Lana dice a Thredson che ha abortito con un appendino per vestiti, mentre Kit nasconde il nastro nella stanza dell'idroterapia. Lana torna da Thredson per ucciderlo, ma è fuggito. Suor Mary la ferma e nota l'appendino con cui Lana ammette di aver abortito. In realtà, la suora le assicura che il bambino è ancora vivo nel suo ventre.
Monsignor Howard fa visita a Jude, legata al letto, per comunicarle che è ufficialmente sollevata da ogni incarico nel manicomio. Molte persone hanno testimoniato, compresi la Madre Superiora e Leigh Emerson. Il Monsignore permette a Leigh di perdonare Jude per i suoi maltrattamenti.
Il dottor Arden esplora lo scivolo che porta i corpi all'esterno e trova il carrello vuoto, senza il corpo di Grace. Trova delle impronte non umane che conducono all'esterno. In seguito, mostra a Kit un calco delle impronte, credendo che siano aliene. Chiede a Kit se ha fatto sesso con Alma e Grace prima dei loro rapimenti, pensando che gli alieni stiano facendo esperimenti sull'eugenetica e che Kit sia l'oggetto dei loro studi, pertanto lo vogliono vivo. Arden decide così di causare una morte temporanea a Kit per vedere se gli alieni tornano. Lui acconsente, credendo che questo gli permetterà di rivedere Alma. Il medico gli pratica un'iniezione di cloruro di potassio, promettendogli che lo rianimerà con atropina e epinefrina nel giro di pochi minuti. Una volta fermato il cuore di Kit, improvvisamente una luce chiara e forti rumori riempiono la stanza e Arden lascia Kit e trova, in un'altra stanza, Grace, nuda e incinta, ormai a termine gravidanza. In compagnia della donna c'è Pepper, precedentemente rapita dagli alieni (vedi "Notte di Tempesta").
Suor Jude promette a Lana di aiutarla a scappare, ma lei non riesce a darle fiducia. La suora rompe il vinile di “Dominique” e promette che le cose cambieranno.
Nella cappella del manicomio, il Monsignore battezza Leigh, ma l'uomo spinge la testa del prelato sotto l'acqua annegandolo. Più tardi un custode trova il Monsignore crocifisso e l'Angelo Nero appare mentre l'uomo chiede aiuto.
Nel 2012 Johnny Morgan incontra una terapista per discutere del suo comportamento compulsivo. Racconta di essere stato dato in affidamento quando ha scuoiato un gatto morto e in seguito uno vivo. Scopre che il suo comportamento è dovuto al fatto di essere figlio di Bloody Face. Il cliente successivo trova la terapista morta e Johnny compare nella stanza.
- Special guest star: Ian McShane (Leigh Emerson).
- Guest star: Fredric Lehne (Frank McCann), Barbara Tarbuck (madre superiora Claudia), Frances Conroy (Shachath), Brooke Smith (Dott.ssa Gardner), Rebecca Metz (Lorene), John Pleshette (Giudice), Mary-Pat Green (Suora 1), Cyd Strittmatter (Suora 2).
- Altri interpreti: Mark Engelhardt (Carl), Naomi Grossman (Pepper), Jim Hoffmaster (Bidello).
- Non accreditati: Dylan McDermott (Johnny Morgan), Jenna Dewan Tatum (Teresa Morrison).
- Ascolti USA: telespettatori 2.216.000 - share 1,3%[11]

## Liberazione
- Titolo originale: The Name Game
- Diretto da: Michael Lehmann
- Scritto da: Jessica Sharzer

### Trama
Il dottor Arden rianima Kit che gli chiede se il suo piano di far tornare gli alieni ha funzionato. Arden, che ha portato Grace nel suo laboratorio, mente e dice che gli alieni non si sono fatti vedere. Pepper, che grazie agli alieni ora ha un livello di intelligenza superiore, deride Arden e gli intima di allontanarsi, perché se toccherà Grace gli alieni lo cattureranno e lo mutileranno. Dopodiché Pepper ritorna da Grace, in quanto è stata nominata sua protettrice.
Suor Mary Eunice porta il Monsignore (che ha le mani e i piedi bendati) nella sua stanza per riposare. Lui riflette sulla visita dell'Angelo della morte mentre era crocifisso: l'Angelo gli ha detto che deve aiutarla a liberare suor Mary dal Diavolo.
Suor Mary fa portare nel soggiorno un jukebox per calmare i pazienti. Durante una perquisizione suor Jude si ribella a suor Mary e viene portata dal dottor Arden per essere sottoposta all'elettroshock.
In seguito, mentre suor Mary sta cambiando le bende del Monsignore, l'uomo la afferra per cercare di eseguire un esorcismo, ma suor Mary lo immobilizza e lo violenta; Arden assiste all'intera scena.
Nel soggiorno, Lana si avvicina a Jude e le chiede il suo nome, offrendole aiuto per riprendersi dall'elettroshock. Ciò causa a Jude un'allucinazione e canta la canzone “The Name Game” con gli altri pazienti, compresi la messicana e Pepper (presenti nella sua immaginazione). Lana la riporta alla realtà chiamandola per nome.
All'esterno, suor Mary e Arden stanno portando cibo alle creature. La suora propone di praticare a Jude una lobotomia, ma lui rifiuta. Poi estrae una pistola e uccide tutte le creature compreso Spivey; cerca anche di uccidersi, ma non ha il coraggio di premere il grilletto e suor Mary lo chiama “patetico”.
Nella cucina, il Monsignore cerca di far capire a Jude che aveva ragione circa suor Mary. Le chiede un parere su cosa fare e lei semplicemente risponde: “Devi ucciderla”. Poi, mentre l'uomo si trova sul pianerottolo, suor Mary rivela ancora una volta il suo lato “sano” che si augura di poter morire. Il Monsignore la lancia oltre la balaustra e l'Angelo della morte bacia la donna, dicendole che prenderà sia lei che il diavolo.
Thredson va nell'ufficio di Arden cercando il Tiopental sodico. Sente delle urla provenire dal laboratorio e trova Pepper che monitora Grace che è quasi pronta a far nascere il bambino. In seguito, Thredson porta Kit da Grace che ora tiene in braccio il bambino. Grace conferma che Kit è il padre del piccolo. Kit rivela a Thredson dov'è il nastro con la sua confessione: nella stanza dell'idroterapia. L'uomo va nella stanza, ma scopre che il nastro è sparito: Lana entra nella stanza e dice di aver cambiato posto al nastro, minacciando di consegnarlo alla polizia.
Nel soggiorno, la Madre Superiora fa visita a Jude. Quest'ultima chiede alla Madre Superiora di aiutare Lana a scappare dal manicomio.
Il Monsignore concede l'ultimo saluto al corpo di Mary. Arden dice che cremerà il corpo perché ogni cellula del suo corpo è stata corrotta dal Diavolo. Una volta solo, Arden prepara la fornace per la cremazione. Accende il fuoco e si sdraia sul corpo di suor Mary. Avvia il nastro trasportatore e si fa bruciare vivo con il corpo della suora.
- Guest star: Mark Consuelos (Spivey), Naomi Grossman (Pepper), Barbara Tarbuck (madre superiora Claudia), Frances Conroy (Shachath).
- Altri interpreti: Mark Engelhardt (Carl), Gloria Laino (La messicana), Ezra Buzzington (Paziente sedato).
- Ascolti USA: telespettatori 2.210.000 - share 1,2%[12]

## Latte versato
- Titolo originale: Spilt Milk
- Diretto da: Alfonso Gomez-Rejon
- Scritto da: Brad Falchuk

### Trama
Il dottor Thredson porta Kit nell'area comune per fargli vedere Grace e il bambino. Kit chiede così a Grace se ricorda qualcosa di quello che è successo e la ragazza gli dice che ha solo dei ricordi sparsi, ovvero una luce bianca e il momento in cui le hanno inserito nell'utero il bambino, il quale è cresciuto molto velocemente. Aggiunge inoltre che la stessa cosa è successa anche ad Alma, ma la procedura effettuata in modo errato ne ha causato la morte. Kit chiede così a Grace di sposarlo. Ma monsignor Howard arriva con un gruppo di persone che prelevano il bambino per portarlo in un orfanotrofio.
La Madre Superiora aiuta Lana ad uscire dal manicomio consegnandole anche la sua cartella clinica per permetterle di dimostrare cosa accade nel manicomio. Prima di uscire, Lana recupera il nastro con la registrazione della confessione di Thredson e promette a Jude che tornerà a prenderla. Thredson vede solo di sfuggita Lana che esce dalla porta principale e la rincorre senza tuttavia riuscire a fermarla; Lana sale su un taxi e gli mostra il nastro con la registrazione della sua confessione che consegnerà alla polizia.
Quando rincasa, Thredson trova Lana ad aspettarlo, armata. La donna gli comunica che la polizia ha già il nastro e sta venendo a prenderlo, e inoltre vuole sapere cosa ha fatto al cadavere di Wendy. Lui le dice che ha fatto sesso con il suo corpo ormai privo di vita e poi l'ha fatta a pezzi. Mentre Lana gli promette che marcirà in prigione Thredson le fa presente che uno come lui, al massimo, finirà in manicomio per molti anni. L'uomo continua a parlare pacatamente e apre un cassetto nel quale tiene una pistola ma non si saprà mai se aveva l'intenzione di prenderla. Lana gli spara uccidendolo, ritenendo che la prigione sia troppo poco per i crimini che ha commesso.
Lana e le sue amiche fanno visita alla lapide di Wendy, anche se il corpo non è mai stato ritrovato. Lana dice alle amiche che vuole trasferirsi a New York, ammettendo che tutto ciò che è successo è accaduto perché voleva a tutti i costi indagare su Briarcliff.
Nel manicomio, Jude rifiuta di prendere le medicine. Kit viene rilasciato in quanto Lana ha ucciso il vero Bloody Face e la storia è stata pubblicata. Prima di andarsene però parla con il Monsignore dicendogli di lasciare andare Grace e di avvertire l'orfanotrofio di restituire alla coppia il bambino. Il Monsignore inizialmente rifiuta, data la condizione della madre, ma Kit gli confessa che il dottor Arden l'aveva dichiarata morta quando Frank le aveva sparato e che quindi può farla uscire senza alcun problema. Altrimenti Kit, come ricatto, uscirà in strada e racconterà ai giornalisti lì accampati, tutto quello che ha visto accadere nel manicomio ("Lei non dice una bugia, e io non dico la verità").
Quando rientra nella sua casa con Grace e il bambino, trova nell'abitazione la moglie Alma, con la loro bambina.
Lana si reca da una donna per praticare un aborto. Mentre la donna sta per iniziare la procedura, Lana rivive i momenti che ha vissuto nel manicomio e ferma tutto poiché non vuole vedere altre morti. Qualche mese dopo Lana porta i detective nel manicomio per liberare Jude, ma il Monsignore dice loro che Jude si è suicidata e il suo corpo è stato cremato. Nonostante ciò, un piatto di cibo viene portato in una cella nel seminterrato dove c'è Jude.
Lana dà alla luce il bambino e, anche se in principio si rifiuta di prenderlo in braccio, decide di prenderlo e allattarlo.
Nel 2012, Johnny è seduto nella casa del dottor Thredson e attende una ragazza di nome Pandora: lei ha appena partorito ma non ha allattato negli ultimi giorni, conservando un po' di latte per soddisfare una perversione di Johnny. L'uomo racconta a Pandora che sua madre non lo amava e ciò lo fa arrabbiare. Pandora cerca di calmarlo, ma lui la attacca.
- Guest star: Clea DuVall (Wendy Peyser), Britne Oldford (Alma Walker), Naomi Grossman (Pepper), Jennifer Holloway (Barb), Vanessa Mizzone (Lois), Barbara Tarbuck (madre superiora Claudia), Matthew John Armstrong (Detective Byers), Joel McKinnon Miller (Detective Connors), Kasey Mahaffy (Padre James), Sascha Malkovich (Dennis), Jill Marie Jones (Pandora), Gwynyth Walsh (Dott.ssa Stevens), Mary-Pat Green (Suora).
- Altri interpreti: Mark Engelhardt (Carl), Tacey Adams (Suor Colette).
- Non accreditati: Dylan McDermott (Johnny Morgan).
- Ascolti USA: telespettatori 2.510.000 - share 1,5%[13]

## Spirale di orrore
- Titolo originale: Continuum
- Diretto da: Craig Zisk
- Scritto da: Ryan Murphy

### Trama
Nel 1967 la vita nella casa dei Walker si sta logorando. Kit vive insieme a Alma e a Grace (anche se la poligamia è illegale) e i loro due bambini, uno da ogni compagna. Kit cerca di placare le paure di Alma: lei pensa che gli alieni possano tornare a rapirla, mentre Grace sembra voler ben accettare questa sorte. Mentre Kit e Grace discutono di ciò, Alma colpisce con un'ascia la donna. Kit rimane scioccato.
Nel 1968, nel manicomio suor Jude viene chiamata Betty Drake per nascondere la sua vera identità e soprattutto per proteggerne la finta morte. Monsignor Howard le dice che è stato promosso cardinale a New York e che il manicomio sarà donato allo Stato che lo farà diventare un centro di recupero. Inoltre promette a Jude che la aiuterà a uscire. Passa il tempo, ma Howard non si fa vedere. Jude nutre ancora speranze nella sua vecchia fiamma, ma Pepper, diventata ora la più sua stretta confidente, le consiglia di accettare il fatto che Howard non verrà mai. Nel frattempo, Briarcliff ospita anche delle detenute. Aumentano gli inquilini di Briarcliff e la situazione è ormai fuori controllo. La nuova compagna di cella di Jude è Shachath, cioè l'Angelo della Morte, che la terrorizza. Jude, presa dalle allucinazioni, viene portata nell'ufficio della dottoressa Miranda Crump, l'amministratrice del centro. La dottoressa Crump le dice che nel giro di due mesi ha cambiato 5 compagni di cella. Confusa, Jude dice che Monsignor Howard le aveva promesso che l'avrebbe aiutata ad uscire da Briarcliff e che Pepper era stata l'unica testimone di tale promessa. La Crump informa Jude che sono passati ormai circa 2 anni da quando Pepper è morta e Howard è diventato cardinale.
Nel 1969 Lana è ospite in una libreria e legge un passo del suo nuovo libro, “Maniac”. Immagina Wendy e Thredson fra il pubblico, che la accusano di aver cambiato la realtà nel libro per vendere più copie. Kit arriva per lamentarsi del fatto che lei non è riuscita a far chiudere Briarcliff, preferendo la celebrità all'attività da giornalista. Inoltre la informa che anche Alma è stata rinchiusa nel manicomio, ed è deceduta poco dopo. Lana realizza quindi che solo lei e Kit sono sopravvissuti, ma Kit le dice che Jude è ancora viva perché le ha parlato, anche se lentamente sta perdendo ogni contatto con la realtà. Lui spera che le novità in merito a Jude aumentino in Lana la voglia di far chiudere Briarcliff, ma lei gli dice che Jude sta subendo quello che per tanto tempo ha fatto agli altri.
Nel 2012 Johnny si reca nella medesima libreria, ormai quasi completamente vuota e pretende di avere l'ultima copia di “Maniac” autografata da Lana Winters. La proprietaria rifiuta di vendere il libro perché è un ricordo di sua madre e inoltre, quando Johnny le dice che Lana era sua madre, lei non gli crede. Johnny dice che vuole andare da sua madre per dirle che è suo figlio, provando così che è ancora vivo e non l'ha ucciso; vuole completare il lavoro di suo padre, il dottor Thredson. La proprietaria della libreria, impaurita e scioccata, consegna a Johnny il libro.
- Guest star: Britne Oldford (Alma Walker), Clea DuVall (Wendy Peyser), Naomi Grossman (Pepper), Frances Conroy (Shachath), Robin Bartlett (Dott.ssa Miranda Crump), Jack Conley (Agente Woods), Elizabeth Bond (Rena), Deirdre Lovejoy (Segretaria di Lana), Lorinne Vozoff (Libraia).
- Altri interpreti: Nathan & Noah Murray (Thomas Walker), Fifi & Zolie Millers (Julia Walker), Jon Paul Burkhart (Percy), Mark D. Espinoza (Jorge).
- Non accreditati: Dylan McDermott (Johnny Morgan).
- Ascolti USA: telespettatori 2.300.000 - share 1,3%[14]

## La fine dei giochi
- Titolo originale: Madness Ends
- Diretto da: Alfonso Gomez-Rejon
- Scritto da: Tim Minear

### Trama
Nel 2012 Johnny entra nel manicomio, ormai abbandonato, ascoltando un audiobook chiamato “Racconti da Briarcliff”, scritto e letto da Lana. Mentre si aggira per i bui ambienti dell'edificio, immagina di incontrare sua madre e suo padre; nella sua immaginazione, Lana gli confessa di non averlo mai voluto, gli dice che sin dall'inizio non vedeva l'ora di abbandonarlo, che non sarebbe mai dovuto nascere; Thredson, invece, rimpiange di non averlo mai conosciuto, gli parla di tutto l'amore che provava per lui, sin da prima che nascesse, accusando la donna di non aver permesso ai due di volersi bene, di averli allontanati per sempre.
Mentre Johnny è intento nella sua visita, vede entrare Leo e Teresa, e qui si rivive la scena già vista nel primo episodio, solo che cambia la prospettiva, poiché la vediamo con gli occhi di Johnny; l'uomo si nasconde in una cella vuota, mentre gli altri due, dal suo punto di vista, violano quel luogo; per punire la loro mancanza di rispetto, Johhny indossa la maschera da Bloody Face, estrae un machete e taglia con diversi colpi il braccio dell'uomo, proprio mentre quest'ultimo cerca di fare una fotografia all'interno della stessa stanza.

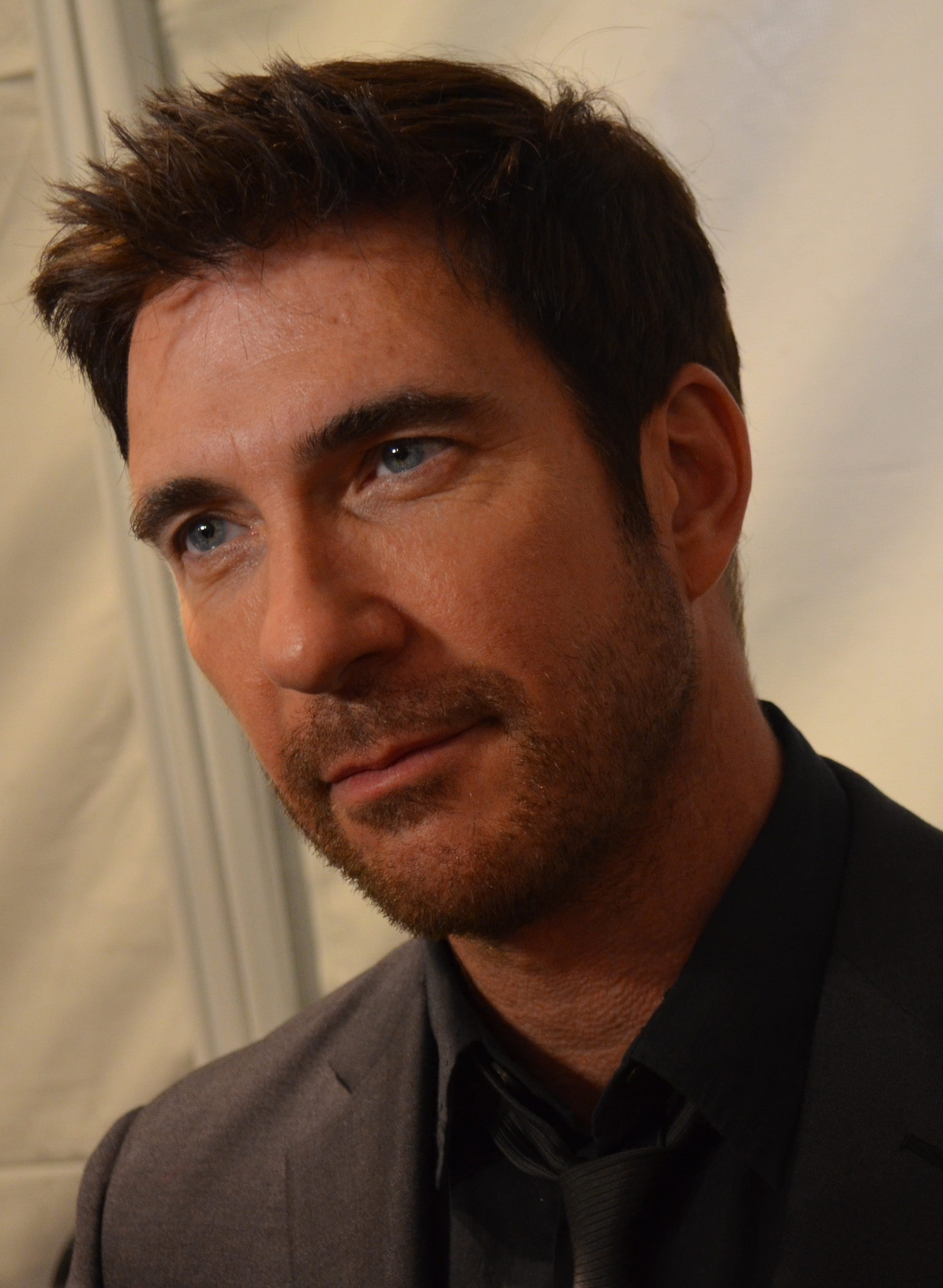
Dylan McDermott interpreta Johnny Morgan

Nel frattempo, Lana è diventata una famosa scrittrice e reporter televisiva; durante un'intervista, racconta alcuni momenti dolorosi del suo passato; si rifiuta di parlare della storia che l'ha lanciata, il suo calvario con Bloody Face, così comincia a raccontare di quando, nel 1971, si era introdotta con la sua troupe nel manicomio, usando come passaggio il vecchio tunnel segreto. Lo scopo principale era quello di girare un documentario denuncia sui soprusi che si perpetravano all'interno di Briarcliff; le condizioni di degrado sono aumentate notevolmente da quando l'istituto è stato venduto allo stato, le riprese raccolgono moltissimo materiale utile; tra le altre cose, Lana intervista una guardia, incalzandola sulle condizioni degli internati, e mettendola in chiara difficoltà. Durante il racconto, la donna descrive la liberazione di Jude.
A questo punto, Lana svela alla sua intervistatrice che questo fatto, per quanto significativo e toccante, non si è mai verificato. Una volta entrata nel manicomio, infatti, Lana fa di tutto per scoprire la nuova identità di Jude ma, una volta scoperta, viene anche a sapere che l'ex suora è stata rilasciata tempo addietro per essere affidata alla tutela di Kit.
Viene a questo punto presentato un nuovo flashback, durante il quale vediamo Lana in compagnia di Kit; i due parlano di Jude, Kit le racconta di come, perse entrambe le donne che amava, cominciò a frequentare Briarcliff per far visita a Jude; una volta capito che nella donna vi era ancora vita e che l'unico modo per salvarla era tirarla fuori dall'istituto, fece in modo che gli venisse affidata la sua custodia. Ottenutala con semplicità, portò Jude a vivere con lui e i suoi bambini. Dopo un primo periodo di convivenza difficile, durante il quale Kit e i suoi due figli aiutarono Jude a disintossicarsi dai medicinali che le venivano somministrati a Briarcliff, la vita in casa sembrava procedere bene, sinché un giorno, troppo turbata dai ricordi che ormai avevano irreparabilmente segnato la sua vita, Jude esplose coi due piccoli, comportandosi come se lei fosse di nuovo la vecchia suor Jude, tornata a capo dell'istituto psichiatrico; Kit tornò a casa proprio mentre la donna minacciava i bambini con una scopa, urlando loro insulti e promettendo castighi. Intimando ai bambini di uscire, Kit fece per raggiungere Jude per calmarla, ma suo figlio, dicendogli che andava tutto bene, prese per mano la donna e così fece anche la sorellina; i due accompagnarono Jude in una passeggiata nel bosco, al ritorno dalla quale tutto era cambiato. Kit non sa spiegare cosa sia successo quel giorno, ma è sicuro del mutamento avvenuto nella donna, che finalmente sembrava aver trovato la pace con se stessa e col mondo. Passarono così sei mesi di vita spensierata, durante i quali Jude conobbe per la prima volta nella sua vita la vera felicità. Una sera, mentre la donna insegnava qualche passo di danza a Kit e ai bambini, cominciò ad uscirle sangue dal naso. Fu l'inizio di una malattia che la condusse in breve tempo alla morte. Quando l'Angelo della Morte tornò a far visita a Jude, questa lo accolse senza ripensamenti, lasciandosi baciare dopo aver salutato con parole profonde i due bambini e Kit.
Tornando nel 2012, Lana chiede una pausa nell'intervista, stanca e turbata dai vecchi e dolorosi ricordi. Chiede che le venga portata dell'acqua; a porgerle una bottiglietta è suo figlio, Johnny, apparentemente sul posto come membro della troupe.
L'intervista riprende; a Lana viene chiesto di parlare di un'altra sua importante inchiesta, che però fu accolta con maggiori contrasti dalla critica del tempo; veniamo così a sapere che l'inchiesta riguardava il cardinale di New York, Timothy Howard; dopo aver più volte chiesto di parlare con lui, senza successo, Lana fa in modo di incontrarlo di sorpresa; gli pone molte domande scomode, alle quali l'uomo non risponde, andandosene via velocemente a bordo della sua macchina; tuttavia, quelle stesse domande risvegliano i sensi di colpa di Timothy, che decide di porre fine alla propria vita, tagliandosi i polsi e lasciandosi morire nella vasca da bagno.
Rivelando un particolare molto personale della propria vita, Lana ammette di aver mentito, dal momento che nel suo libro diceva esplicitamente che suo figlio era morto subito dopo il parto, descrivendo l'evento come un singolare episodio di ironia della vita. Il bambino però è vivo; lei non poté crescerlo, odiando troppo tutto quello che esso significava per lei, ma, nonostante questo, più volte durante la propria vita provò pentimento per aver abbandonato suo figlio. In particolare, ricorda di quando riuscì a ritrovare il bambino, desiderando più di tutto poterlo rivedere per accertarsi che stesse bene; si racconta un episodio durante l'infanzia di Johnny, nel quale troviamo che il bambino viene picchiato e umiliato da un bullo. Lana, vedendo la scena, interviene, offrendo protezione al piccolo e dandogli un po' di conforto, prima di andarsene di nuovo, questa volta per non riapparire più nella vita del figlio.
Continuando il racconto del proprio passato, Lana dice che Kit si risposò con Allison, una ragazza della cooperativa. In seguito morì per un cancro al pancreas negli anni '80 e che, improvvisamente, sparì nel nulla, senza che nessuno sapesse mai cosa realmente fu accaduto. Viene infatti mostrato Kit che viene rapito dagli alieni mentre è a casa, ormai indebolito e costretto alla sedia a rotelle.
April finisce l'intervista, soddisfatta e sinceramente commossa da tutte le confidenze dell'altra e lascia Lana da sola nel suo appartamento. Lana si appresta a prepararsi un drink ma, quando fa per prendere il bicchiere, ne solleva due; quindi, rivolgendosi direttamente a suo figlio, lo esorta ad uscire allo scoperto, facendogli capire che non solo sa di non essere sola in casa, ma anche di aver riconosciuto Johnny. Lui non capisce come lei abbia potuto capire la sua identità, mentre a noi viene mostrato come la polizia avesse preventivamente messo in guardia Lana sulle azioni dell'uomo, accusato di numerosi omicidi, tra cui quelli degli attuali proprietari della vecchia casa di Thredson. Ugualmente stupita si dimostra Lana per il fatto che Johnny sia riuscito a risalire alle sue origini, arrivando sino a lei e a Bloody Face; così lui le rivela di aver capito di trovarsi di fronte a sua madre sin da quel giorno in cui lei lo aveva aiutato da bambino, affrontando quel bullo di cui raccontava pochi minuti prima.
Johnny le spiega di aver cominciato ad amare suo padre e ad odiare lei nel momento in cui riuscì ad ascoltare l'originale confessione del dottor Thredson, che conteneva anche le suppliche dell'uomo per salvare la vita del feto che lei minacciava di abortire. Johnny punta una pistola alla testa di Lana (la stessa pistola con cui lei aveva ucciso Thredson), ma la donna lo convince a non sparare, dicendogli ripetutamente che lui non deve eguagliare per forza gli atti del padre, perché quell'uomo che tanto Johnny cerca di emulare era in realtà un mostro, mentre lui non lo è. Johnny si commuove e, in poco tempo, cede alla parole della donna, convinto di aver ritrovato l'amore materno di cui tanto aveva bisogno.
È a questo punto che Lana gli porta via la pistola e, inaspettatamente, gli spara in fronte, nello stupore di Johnny, che però non ha tempo di reagire.
Le ultime immagini sono nuovamente ambientate nel passato, nel 1964; vediamo un dialogo tra suor Jude e Lana, prima di essere internata a sua volta nel manicomio. Jude mette in guardia la donna a proposito della sua ambizione, usando le parole: "Se lei guarda in faccia il male, il male farà altrettanto con lei”.
La stagione si conclude con in sottofondo la canzone Dominique.
- Guest star: Frances Conroy (Shachath), Camille Chen (April Mayfield), Joan Severance (Marian).
- Altri interpreti: Brady Allen (Thomas Walker), Sade Kimora Young (Julia Walker), Callder Griffith (Thomas da giovane), Chandler Kinney (Julia da giovane), Nolan Gross (Johnny da bambino), Mark Espinoza (Jorge), Thyme Lewis (Dante), Rodney Rowland (Milo), Paul Tei (Ted), Meg Wolf (Infermiera), Evan Parke (Detective 1), Sal Landi (Detective 2).
- Non accreditati: Dylan McDermott (Johnny Morgan).
- Non accreditati (filmati di repertorio): Adam Levine (Leo Morrison), Jenna Dewan Tatum (Teresa Morrison).
- Ascolti USA: telespettatori 2.288.000 - share 1,3%[15]